# William Pleydell-Bouverie (9e comte de Radnor)
William Pleydell-Bouverie, 9e comte de Radnor (né le 5 janvier 1955), du Château de Longford, Wiltshire, est un anglais pair et propriétaire terrien.

## Biographie

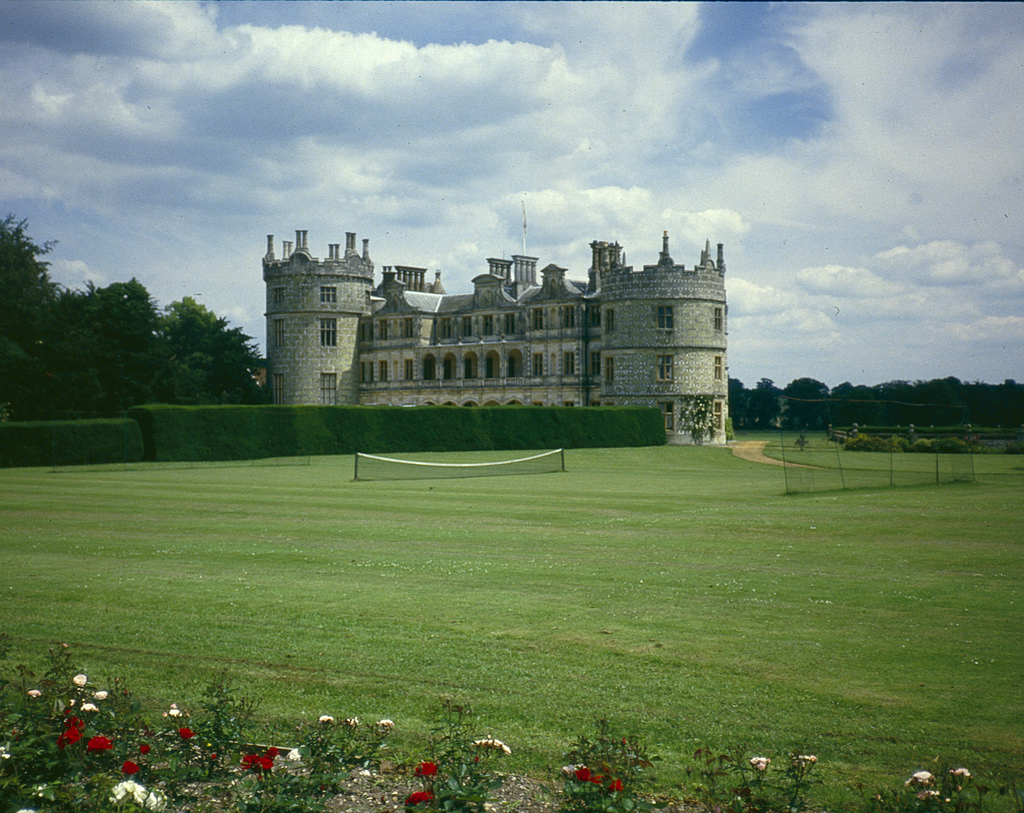
Château de Longford

Il est le fils de Jacob Pleydell-Bouverie (8e comte de Radnor), de son mariage avec Anne Garden Seth-Smith, fille de Donald Farquharson Seth-Smith, dont l'arrière-grand-père est le promoteur immobilier Seth Smith, qui construit de grandes proportions de Mayfair et Belgravia au début des années 1800.
Pleydell-Bouverie fait ses études à Harrow et au Royal Agricultural College de Cirencester. Jusqu'à la mort de son père, il est connu sous le titre de courtoisie de vicomte Folkestone.
En 1996, il épouse Melissa Stanford, fille de JKE Stanford, anciennement directeur général de la Fondation Leonard Cheshire, et petite-fille de l'auteur John Keith Stanford. Ils ont quatre fils et deux filles : Lady Hope (née en 1997) ; Jacob, vicomte Folkestone (né en 1999); Luc (né en 2000); Dan (né en 2002) ; Edouard (né en 2004) ; et une fille née en 2007.